# 2621 Goto
2621 Goto este un asteroid din centura principală, descoperit pe 9 februarie 1981, de Tsutomu Seki.